# الرابطة الدولية للطاقة الكهرمائية
الرابطة الدولية للطاقة الكهرمائية، إختصارًا IHA، هي منظمة دولية غير ربحية ورابطة عضوية تمثل قطاع الطاقة الكهرومائية العالمي.
لدى الرابطة أعضاء في أكثر من 80 دولة، بما في ذلك أكثر من 100 شركة وأعضاء منتسبين يعملون في قطاعات مثل توليد الكهرباء وإدارة المياه والبناء والهندسة والصناعات ذات الصلة. كما تعقد الرابطة شراكات مع المنظمات الدولية، والمؤسسات البحثية، والحكومات، والمجتمع المدني. تتمثل مهمة الرابطة في "النهوض بالطاقة الكهرومائية المستدامة من خلال بناء وتبادل المعرفة حول دورها في أنظمة الطاقة المتجددة وإدارة المياه العذبة وحلول تغير المناخ ".

## أنظر أيضا
- الكهرباء
- الطاقة
- الطاقة الكهرمائية
- الطاقة المائية
- الطاقة المستدامة
- إدارة المياه
- الخدمات

## روابط خارجية
- الموقع الرسمي
- Hydropower Sustainability Assessment Protocol website
- www.enerset.eu